# Pain fitzJohn
Pain fitzJohn (... – 10 luglio 1137) nobile anglonormanno che servì sotto il regno di Enrico I d'Inghilterra.
L'origine della famiglia è senza dubbio normanna, ma non vi sono grandi tracce che essi intrattenessero dei forti legami con la loro terra d'origine e pare che essi abbiano passato molto del loro tempo in Inghilterra e nelle Marche gallesi. Pain fece carriera nella corte grazie alla propria abilità e venne ricompensato con un matrimonio che Enrico organizzò con un'importante ereditiera, questo accadeva nel 1115 e nello stesso anno il re gli diede il controllo del Castello di Ludlow. Sebbene alcuni medievalisti sostengano che Pain abbia detenuto la carica di Ciambellano non vi sono molti documenti coevi che sostengano questa teoria, è sicuro invece che abbia ricoperto il ruolo di sceriffo e di ciambellano in alcune contee d'Inghilterra e delle Marche.
Quando nel 1135 Enrico morì Pain sostenne suo nipote Stefano I d'Inghilterra, solo due anni dopo egli morì in un'imboscata tesagli dai gallesi mentre si recava al presidio di Carmarthen.

## L'infanzia
Pain era figlio, probabilmente il maggiore, di John fitzRichard un feudatario che figura nel Domesday Book e poiché suo padre si ammogliò due volte l'identità della madre di Pain resta incerta. Sulla base dei possedimenti terrieri della famiglia si è pensato che ella potesse essere la figlia di Ranulph de Mortimer che secondo il Domesday Book possedeva terre a Wigmore. La famiglia di Pain era originaria di Avranches e suo nonno paterno era un Magistrato monetario che possedeva un mulino e suo fratello Eustace fitz John divenne un ufficiale della corona con diverse proprietà nel nord del paese. Gli altri fratelli erano William, anch'egli lavorò per il re e divenne proprietario di alcune terre nell'ovest dell'Inghilterra, Alice, che divenne badessa all'Abbazia di Barking ed Agnes che sposò Roger de Valognes (morto 1141 o 1142).
Pain nacque in data imprecisata poco prima del 1100 e può darsi che suo padre fosse al servizio di Enrico ancora prima che questi diventasse re nel 1100, allora le terre dei fitzJohn in Inghilterra non erano molte e si concentravano nell'Anglia orientale ed egli ne ereditò la gran parte visto che nel 1130 egli pagò per il Danegeld 40 Shilling contro i 9 del fratello Eustace.

## Il matrimonio vantaggioso

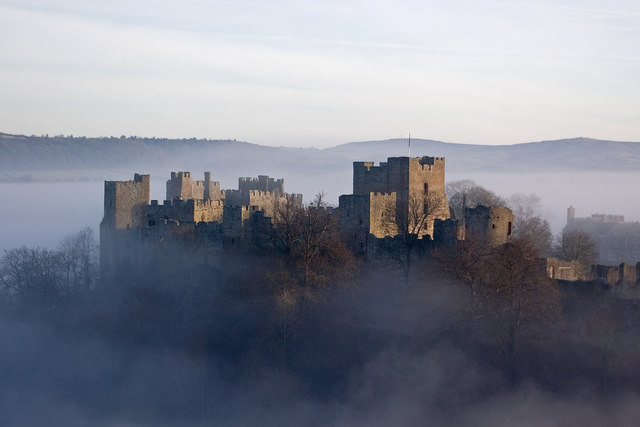
Castello di Ludlow

Nel 1115 Pain si unì in matrimonio con una donna di nome Sibyl, anche se l'identità della sua famiglia d'origine resta incerta. Secondo il Dictionary of National Biography ella era Sibyl Talbot, nipote di Hugh de Lacy, la cui madre Agnes sarebbe stata la figlia di Walter de Lacy. Altri storici sostengono che Sibyl fosse invece la figlia di Hugh de Lacy stesso. In ogni caso sia Enrico che Stefano riconobbero i suoi diritti sulle terre che aveva acquisito con il matrimonio cui si aggiunsero anche quelle che erano state requisite dalla corona al momento dell'esilio di Gilbert de Lacy avvenuto nel 1095, a quel punto le proprietà di suo padre, Roger, andarono al fratello Hugh, da lui andarono a Sibyl e da Sibyl a Pain. Quando Roger de Lacy morì attorno al 1106 Gilbert provò a chiedere per sé le proprietà inglesi oltre a quelle normanne che aveva già ereditato parzialmente, si pensa che sia stata la relativa insicurezza di tali proprietà che spinsero Pain ad assicurarsi quante più terre possibili attorno a Ludlow.
Pain è il presunto costruttore del Painscastle che sorge nel Radnorshire ed oltre a questo e a quello di Ludlow controllò anche il castello di Caus, nello Shropshire e sebbene egli fosse nominalmente a capo del castello di Weobley non lo amministrò mai questo perché alla fine fu dato a Gilbert de Lacy. Pain non fu il solo a beneficiare delle terre del defunto Hugh de Lacy, qualcosa andò anche a Josceline Dinan (che sposò Sibyl dopo la morte di Pain) e a Miles di Gloucester, I conte di Hereford (1100 24 dicembre 1143). In tutto Pain accumulò proprietà nell'Herefordshire, nel Gloucestershire, nel Worcestershire e nell'Oxfordshire.

## Il servo (quasi sempre) leale di Enrico
Pain era troppo giovane per servire sotto Guglielmo II d'Inghilterra, ma secondo il cronacotecario Walter Map egli avrebbe già potuto essere sotto il servizio di Enrico il fratello minore del re. Più che un Ciambellano pare che Pain fosse per Enrico una sorta di antico Maggiordomo e Map racconta che egli lo serviva rispondendo anche di notte alle sue chiamate e mescendogli il vino e benché successivamente si arricchisca di particolari difficilmente verificabili riesce comunque a dimostrare che per Enrico Pain fu un servitore sia personale, che giudiziario e che di governo. Riguardo al fatto che Map attesti che fosse una sorta di Ciambellano c'è da rilevare che nessun documento dell'epoca prova tale carica. L'anonimo autore delle Gesta Stephani descrivono Pain come un Paggio che entrò giovane alla corte di Enrico probabilmente insieme ai fratelli. Nel 1115 Pain assistette alla stesura di un documento che il re redasse per Geoffrey de Clive (morto 1119), Vescovo di Hereford, poi, in un momento imprecisato fra il 1123 ed il 1127 fu nominato Sceriffo dell'Herefordshire e nel 1127 lo divenne anche per lo Shropshire. Pain tenne le cariche probabilmente fino alla morte e riguardo a queste due contee egli viene spesso definito "vicereggente" o "giustiziere" ed ebbe la custodia Waleran de Beaumont, I conte di Worcester, che era stato imprigionato dai soldati reali perché aveva ordito contro il re insieme a Guglielmo Cliton, dal settembre 1126 fino alla fine dell'anno quando fu posto sotta la custodia di Brian FitzCount presso il Wallingford Castle.
Pain divenne uno dei cosiddetti "new man" degli uomini che dovevano la propria ricchezza e posizione al re per averlo sostenuto sin dall'inizio, lo storiografo Orderico Vitale dice che tutti costoro non erano di buona famiglia, ma è di certo un'esagerazione visto che la famiglia di Pain era più che rispettabile. Tuttavia vi fu qualcosa in cui Pain non supportò il suo re, secondo alcuni storici egli infatti non condivise il giuramento che il sovrano richiese a tutti i suoi nobili nel 1126 secondo il quale dovevano riconoscere sua figlia Matilde come sua legittima erede e si suppone che sia per questo che Beaumont fu tolto dalla sua custodia proprio in quel periodo.
Per consolidare il proprio potere nelle due contee sotto la sua giurisdizione Pain risiedette spesso al castello di Bridgnorth preferendolo a Shrewsbury che era stata la sede preferita per la gestione degli affari per gli sceriffi che lo avevano preceduto.
Nel 1128 Pain catturò Llywleyn ab Owain uno dei nipoti di Maredudd ap Bleddyn principe del Powys. Oltre che a Bridgnorth egli risiedette spesso anche a Ludlow vista la sua vicinanza con le Marche che durante il regno di Enrico furono terra di conflitti ed incursioni fra gallesi ed anglo-normanni.
Secondo le Gesta Stephani Pain e Miles di Gloucester erano i maggiori proprietari terrieri dell'Inghilterra occidentale ed essi fecero in modo di poter dominare la somministrazione della giustizia in quelle regioni, tanto che lo scrittore Giraldus Cambrensis li definiva segretari e consiglieri del re. Nel 1130 i Pipe Rolls annotano che Pain era divenuto amministratore della giustizia reale nello Staffordshire, Gloucestershire e Pembroke, non v'è traccia di tale attività nello Shropshire, ma probabilmente è dovuto al fatto che i documenti relativi alla regione per quell'anno sono mancanti. Sempre in quell'anno Enrico interpellò Pain circa il rimpiazzo da collocare nel vescovado di Hereford che era rimasto vacante dall'agosto 1127 quando era morto il vescovo Richard de Capella ed egli accettò la proposta di Enrico di far insediare Robert de Bethune che era stato priore a Llanthony Priory. Nel 1132 è testimoniata la presenza a corte di Pain e dei fratelli per i festeggiamenti natalizi. Due anni dopo uno dei castelli di Pain, quello di Caus, fu distrutto da un incendio appiccato dai ribelli gallesi e Pain rispose duramente a quell'attacco sopprimendo la rivolta in corso.

## Il regno di Stefano
Nel 1135 Enrico morì e prima che sua figlia Matilde potesse insediarsi sul trono suo cugino Stefano la batté sul tempo e si incoronò re d'Inghilterra. Matilde era l'unica figlia legittima del defunto sovrano, dopo che l'unico figlio maschio Guglielmo Adelin era perito per il naufragio della Nave Bianca, ella si era sposata con Enrico V di Franconia prima e con Goffredo V d'Angiò dopo. Tuttavia ella era troppo lontana per arrivare in tempo in patria e questo diede campo libero ai suoi cugini Stefano e Tebaldo II di Champagne. Nonostante i nobili avessero giurato al re di riconoscere la figlia come erede legittima non si opposero quando Stefano si precipitò in Inghilterra per incoronarsi ed anche i duchi normanni accettarono la sua sovranità. Dal canto suo Matilde conquistò il supporto degli scozzesi il cui re Davide I di Scozia era zio materno di Matilde, essendo stata sua sorella Matilde di Scozia moglie di Enrico I. Nel 1138 anche il suo fratellastro Roberto di Gloucester decise di supportarla nella lotta contro Stefano.
Quando Enrico fu seppellito nel dicembre 1135 Pain era presente e quasi subito decise di appoggiare Stefano nonostante si mormorasse che egli non volesse farsi vedere a corte per il timore di doversi confrontare con molte delle persone che in passato aveva oppresso. In ogni caso egli era accanto al nuovo re nel gennaio 1136 com'è testimoniato da alcuni documenti redatti a Reading ed entro la Pasqua sia lui che il fratello Eustace si erano formalmente sottomessi al re che li ricompensò riconfermando sia i loro incarichi che i loro possedimenti.
Dopo la morte di Enrico i gallesi provarono a respingere indietro i normanni che durante il suo regno avevano ulteriormente ampliato i loro domini, Pain era con Stefano all'assedio di Exeter dell'aprile 1136 e taluni storici ritengono che il nuovo sovrano aveva scarsa fiducia in lui e per questo aveva scelto di tenerselo vicino per poterne controllare le azioni ed impedire o quantomeno ritardare che egli sposasse apertamente la causa di Matilde.

## I rapporti con la chiesa
Nel 1119 Papa Callisto II mandò una lettera a diversi nobili, fra cui Pain, accusandoli di essersi appropriati di diverse terre nella Diocesi di Llandaff e pretendendone la restituzione, altre accuse simili furono fatte di nuovo nel 1128 per mano di Papa Onorio II, anch'egli richiedeva che tali terre fossero ridate alla chiesa.
Dal canto suo Pain donò delle terre a Llanthony Priory aiutandoli a far prosperare il loro monastero, tuttavia è difficile distinguere i suoi doni da quelli di Hugh de Lacy giacché i monaci trascrissero le loro donazioni sotto un'unica voce. Pain donò delle terre anche all'abbazia di Gloucester così come avevano già fatto suo padre e suo fratello e così come fece sua moglie poiché l'abate era uno dei suoi zii.

## La morte e la discendenza
Il 10 luglio 1137 Pain fu ucciso da un dardo che lo colpì alla testa in un'imboscata tesa dai gallesi mentre guidava una spedizione di soccorso diretta al presidio di Carmarthen. Egli fu sepolto all'abbazia di Gloucester ed il funerale venne celebrato Robert de Bethune, vi presenziarono diversi baroni delle Marche fra cui anche Miles di Gloucester. Sua moglie Sibyl conservò il controllo su Ludlow fino al 1139 quando ella fu forzata da Stefano a cedergli la proprietà, successivamente egli la fece sposare a Josceline Dinan assumendo su di sé il controllo di Ludlow.
Pain e Sibyl ebbero due figlie, Cecily ed Agnes ed il suo successore fu il fratello Eustace. Entrambe le figlie si sposarono diverse volte, ma non ebbero mai eredi. Cecily si sposò con Roger FitzMiles, II conte di Hereford (morto il 22 settembre 1155), tale unione fu voluta da Pain e i termini prevedevano che Roger avrebbe ereditato le proprietà del suocerto, ma la morte di questi ritardò le nozze fino al dicembre 1137 quando Stefano ratificò gli accordi presi. Cecily morì nel 1207, sua sorella Agnes si sposò due volte e morì nel 1185.